# Rafael Paz
Rafael Paz Marín, (né le 2 août 1965 à Puebla de Don Fadrique) est un footballeur espagnol occupant le poste de milieu droit.

## Biographie

### Carrière en club
Natif de Puebla de Don Fadrique, Rafael Paz joue d'abord au CP Granada 74 avant d'intégrer en 1984 le Séville FC. Il reste 13 ans dans le club andalou et y dispute près de 340 matches pour 25 buts.
Au terme de son parcours sévillan, Paz rejoint le club mexicain de l'Atlético Celaya. Il y joue une saison, en compagnie notamment de son compatriote Emilio Butragueño.

### Carrière en sélection
Sa première sélection en équipe nationale a lieu le 21 février 1990 contre la Tchécoslovaquie. Il joue sept fois pour La Roja, toutes ses sélections ayant eu lieu en 1990. 
Il fait partie de la sélection pour la Coupe du monde 1990 et y dispute deux matches.

## Palmarès
- Espagne - 20 ans :
  - Coupe du monde : Finaliste en 1985